# Compete.com
Compete.com är det amerikanska dataföretaget Compete Inc:s webbanalystjänst, vilket opererar i USA och som publicerar det ungefärliga antalet besökare på en miljon webbsidor i världen. 